# Moulin (métro léger de Charleroi)
 (août 2022).
Si vous disposez d'ouvrages ou d'articles de référence ou si vous connaissez des sites web de qualité traitant du thème abordé ici, merci de compléter l'article en donnant les références utiles à sa vérifiabilité et en les liant à la section « Notes et références ».
Pour les articles homonymes, voir Moulin (homonymie).
La station Moulin est une station en service du métro léger de Charleroi, située sur l'antenne de Fontaine-l'Évêque et de Anderlues. Elle se trouve à l'entrée ouest de la ville de Marchienne-au-Pont, près de Monceau-sur-Sambre sur la route de Mons (RN90). Elle dessert une zone dense d'habitations, quelques commerces et le château de Monceau-sur-Sambre.

## Caractéristiques

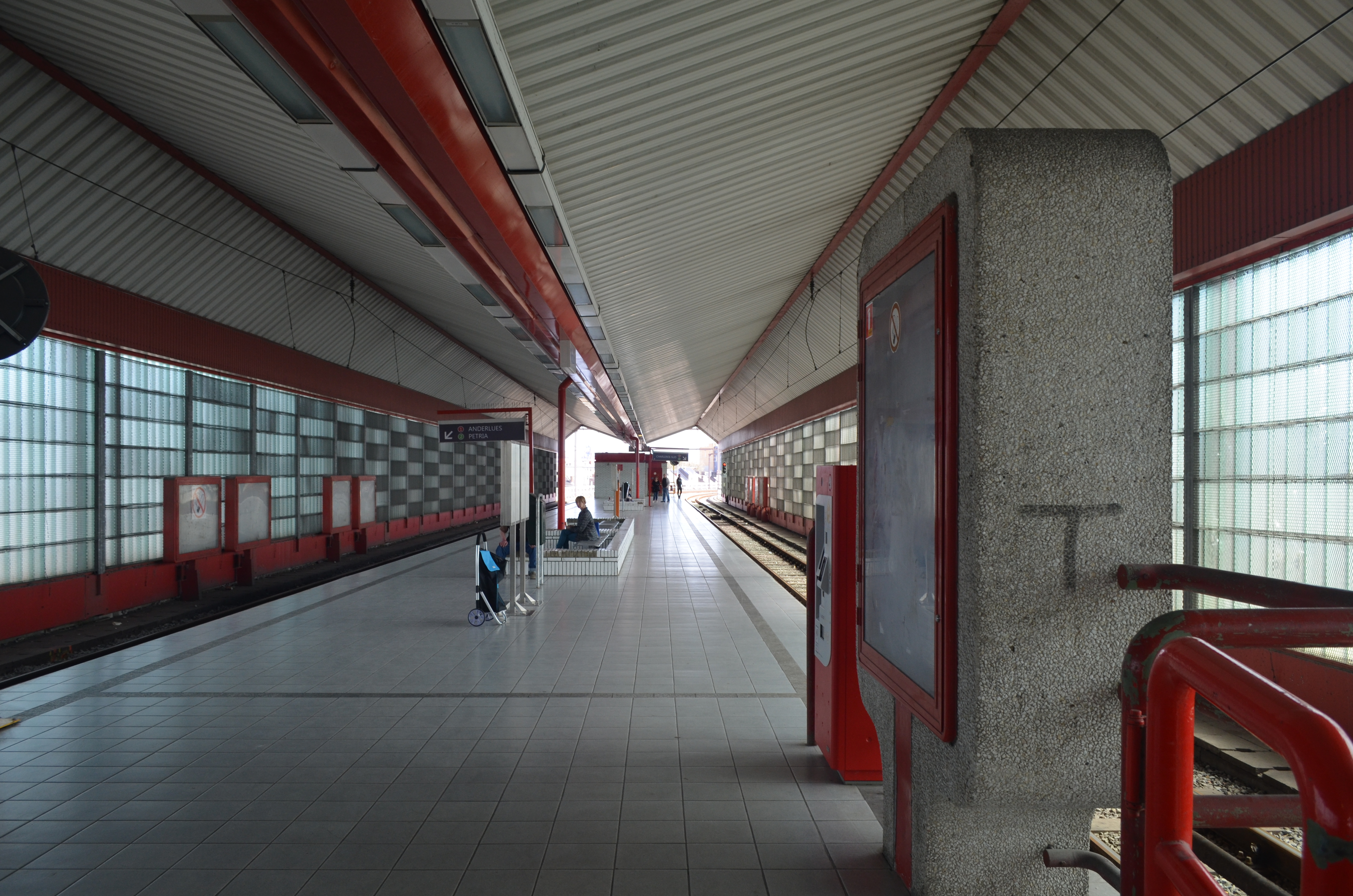
Intérieur de la station.

Le nom de la station provient des anciens moulins de Marchienne, mais également de la rue du Moulin située à proximité.
La décoration de la station, construite en viaduc, est relativement sobre. Les voies et le quai sont entourés par des murs de verre opaque et un fin grillage, donnant une couleur verdâtre à l'ensemble. Certains éléments sont en rouge.
La construction de la station sonnera le glas du moulin de Monceau qui sera déconstruit pour sauvegarde avant que les pièces soient perdues lors de son entreposage.
La station a été ouverte en août 1992, en même temps que l'ensemble de la portion traversant Marchienne-au-Pont, qui comprend également les stations de De Cartier et Providence.